# Хафизов, Мидхат Габдраупович
  Мидхат Габдраупович Хафизов  (р. 26 июня 1933 года ) — старший оператор Новоуфимского нефтеперерабатывающего завода, Герой Социалистического Труда. Почетный нефтехимик СССР (1978).  Изобретатель СССР (1981). 
Депутат Верховного Совета СССР восьмого созыва (1970—1974).

## Биография
Мидхат Габдраупович Хафизов родился 26 июня 1933 года в с. Киргиз-Мияки современного Миякинского района Республики Башкортостан. По окончании десятилетки в 1949 году приехал в город Черниковка, поступил учиться в школу мастеров и рабочих ведущих профессий на строящемся Ново-Уфимском заводе. Получил специальность оператора.
Будучи призван в армию, Хафизов обучался на ускоренных курсы офицеров запаса (1954—1957). Получил воинскую специальность «техник-механик по артиллерийскому и бомбардировочному вооружению». Службу проходил в Центральной группе войск, на территории Венгерской Республики, в городе Дебрецен. В августе 1957-го был досрочно уволен в запас в связи с вызовом Уфимского нефтяного института для продолжения прерванной учёбы.
В 1976 году окончил Уфимский нефтяной институт.
Трудовую деятельность начал в 1953 году дублером оператора, затем, после окончания школы мастеров и рабочих ведущих профессий, работал оператором Ново-Уфимского нефтеперерабатывающего завода.  После демобилизации из армии вернулся на Ново-Уфимский нефтеперерабатывающий завод, работал оператором, старшим оператором цеха № 22 маслоблока завода. В 1967—1968 гг. оказывал техническую помощь в строительстве, пуске и освоении производства бензола Бургасского нефтехимического комбината в Болгарии.
М. Г. Хафизов подал и внедрил в производство более 200 рационализаторских предложений, направленных на повышение качества и увеличение объёма выпуска продукции, улучшение условий труда, технической безопасности. В результате мощность установки маслоблока была увеличена в 1,5 раза, глубина переработки достигла 75 процентов. Атмосферно-вакуумная установка, рассчитанная на переработку 1 миллиона тонн нефти в год, благодаря усовершенствованию технологии была доведена до уровня переработки 1,5 миллиона тонн, при этом количество рабочих сократилось в 2 раза.
Установка старшего оператора М. Г. Хафизова была кузницей кадров и для других установок, цехов и управления завода. На ней проходили практику и специалисты развивающихся стран.
Неоднократно по качеству выпускаемой продукции коллектив установки завода занимал первое место по стране.
За выдающиеся успехи в досрочном выполнении плановых заданий и социалистических обязательств 1976 г. Указом Президиума Верховного Совета СССР от 13 мая 1977 г. М. Г. Хафизову присвоено звание Героя Социалистического Труда.
В 1980—1999 годах Мидхат Габдраупович работал начальником установки маслоблока Ново-Уфимского нефтеперерабатывающего завода.
В настоящее время живёт в г. Уфе.

## Награды
- Герой Социалистического Труда (1977)
- Награждён орденами Ленина (1977), Трудового Красного Знамени (1974),
- Медаль «За доблестный труд» (1970).
- Нагрудный знак Изобретатель СССР (1981)
- Благодарственное письмо Президента Республики Башкортостан (13 июля 2013) - за большой вклад в развитие нефтехимической промышленности и плодотворную общественную деятельность